# 강릉 정의윤 가옥
강릉 정의윤 가옥(江陵 鄭義鈗 家屋)은 대한민국 강원특별자치도 강릉시 구정면 학산리에 있다. 1985년 1월 17일 강원도의 유형문화재 제93호로 지정되었다.

## 개요
숲이 울창한 야산을 뒤로 하고있는 집으로 1894년에 안채를 짓고 1915년에 사랑채를 지었다. 영동지방의 전형적인 ㅁ자형 주택으로, 대문을 중심으로 오른쪽에는 사랑채·왼쪽에는 부속채 그리고 맞은편에는 안채가 배치되어 있다.
안채는 앞면 6칸·옆면 2칸의 一자형 집으로, 왼쪽부터 부엌 2칸·안방 2칸·대청·건넌방의 순서로 되어있다. 방과 대청 앞쪽에는 비교적 넓은 툇마루가 안뜰을 향하여 있다.
안채와 마주 보도록 되어있는 사랑채는 ㄱ자형 겹집으로, 대청과 방으로 구성되어 있다. 사랑방에는 수납을 위한 공간이 따로 마련되어 있어서 책 등의 물품을 보관할 수 있게 하였다.
안채와 사랑채는 지붕 옆면이 여덟 팔(八)자 모양의 화려한 팔작지붕집이다. 대문 왼쪽으로는 훈장이 함께 기거하면서 자녀들을 교육시켰던 서당방이 있다. 원래는 사랑채 앞쪽으로 행랑채가 있었다고 하나, 한국전쟁으로 불타 없어졌다고 한다.
지금 소유주의 할아버지 때 이 집을 지었다고 하며, 목재를 다듬은 솜씨가 매우 뛰어나다. 당시 집을 지은 목수 최매직·장덕소의 이름도 전해지고 있다.

## 참고 문헌
- 강릉 정의윤 가옥 - 국가유산청 국가유산포털